# サムライチャンプルー (PlayStation 2)
『サムライチャンプルー』は、グラスホッパー・マニファクチュアが開発し、バンダイが2006年2月23日に発売したPlayStation 2専用のアクションゲームである。北米では『Samurai Champloo: Sidetracked』のタイトルで発売された。
アニメーション作品『サムライチャンプルー』のメディアミックス作品のひとつ。監督・脚本はグラスホッパー・マニファクチュアの須田剛一が担当。日本画、グラフィティ、コラージュ、ポップアートなどを導入した先鋭的演出が取り入れられた作品になっている。
本編の旅の途中、ひょんなことから訪れることになった蝦夷地が舞台であり、アニメでは語られなかったもう一つのエピソードが描かれる。

## 登場人物
ムゲン
原作の主人公。野生動物のような直感と、人間離れした身体能力の持ち主。獣の息づかいを持つ男。ブレイクダンスを取り入れたトリッキーで野性味あふれる、自己流の剣術を使う。
ジン
原作のもう一人の主人公。居合いを基調とした正統派の剣術を使う。幻の剣術・無住心剣流の真里谷円四郎の門弟であり、若くして師を凌ぐとも言われた天才であった。しかし、ある事件がきっかけとなり道場を出奔。以来、流浪の身となる。
フウ
原作のヒロイン。いつも明るく好奇心旺盛で、世話好き。そして、数限りないアルバイトを転々としている女の子。袖にモモンガの「モモさん」を飼っている。
鶴巻ウォルソ
ゲームオリジナルキャラ。体術を取り入れた二刀流の使い手で、父の後を継ぎ「古き血の者」の党首となった若者。一族の伝統的な暮らしを守ろうとするが、存亡の危機に面している。
本作の三人目の主人公であり、ムゲンかジンのどちらかで一度でもゲームをクリアすると選択可能になる。

## キャスト
- ムゲン：中井和哉
- ジン：佐藤銀平
- フウ：川澄綾子
- のこぎり万蔵：石塚運昇
- ナレーション：丸山詠二
- 鶴巻ウォルソ：石田彰
- ノチユ：こやまきみこ
- レイ：緒方愛香
- ランケ：中田譲治
- 飛脚の日出吉：新垣樽助
- 蛇使いのユウ：成田紗矢香
- 易師：丸山詠二
- アントニオーニ：堀川仁
- ブリキン：樫井笙人
- 大鬼：石井康嗣
- 白水鬼：最上嗣生
- 黒土鬼：岸祐二
- 碧木鬼：彩乃木崇之
- 緑木鬼：風間勇刀
- 白金鬼：室園丈裕
- 赤金鬼：坂口候一
- 白土鬼：朝倉栄介
- 黄土鬼：佐々木誠二
- 紫火鬼：稲田徹
- 魔女：沢海陽子
- 倉田漸馬之介：中多和宏
- 飛松風雅：森久保祥太郎
- 椿組長：玄田哲章
- 薔薇石：小野坂昌也
- 花岡：梅津秀行
- 月幸：勝生真沙子
- 僧侶：石井康嗣
- クンネニシ：鈴木れい子
- 隠密衆：小原雅一
- タイトルアイキャッチ：天田真人
- ボスザル：石塚運昇
- サルノスケ：小野坂昌也
- サルタロウ：樫井笙人
- イケメン外人：小原雅一
- 早乙女源三郎：岸祐二
- 貴金属店店員：室園丈裕
- ラーメン屋のオヤジ：坂口候一
- 武器屋の主人：風間勇刀
- トラック屋：岸祐二
- 大食い大会の受け付け：小原雅一
- かぶと虫相撲屋：佐々木誠二
- 道場師範：樫井笙人

## サウンドトラック
サイトロン・デジタルコンテンツより発売。(ソニー・ミュージックディストリビューション販売)
- 「SAMURAI CHAMPLOO ORIGINAL SOUND TRACK」
2006年3月1日発売(SCDC-00507)
ゲームサウンドCD、作曲、アレンジ - 高田雅史